# Exposant de Liapounov
Pour les articles homonymes, voir Liapounov.
Dans l'analyse d'un système dynamique, l'exposant de Liapounov permet de quantifier la stabilité ou l'instabilité de ses mouvements. Un exposant de Liapounov peut être soit un nombre réel fini, soit
+∞ ou –∞.
Un mouvement instable a un exposant de Liapounov positif, un mouvement stable correspond à un exposant de Liapounov négatif. Les mouvements bornés d'un système linéaire ont un exposant de Liapounov négatif ou nul.
L'exposant de Liapounov peut servir à étudier la stabilité (ou l'instabilité) des points d'équilibre des systèmes non linéaires.
Lorsqu'on linéarise un tel système au voisinage d'un point d'équilibre, si le système non linéaire est non autonome, le système linéaire obtenu est à coefficients variables ; chacun de ses mouvements a son propre exposant de Liapounov.
- Si chacun d'eux est négatif et si le système linéaire est « régulier » (notion que nous détaillerons plus loin), alors le point d'équilibre est (localement) asymptotiquement stable pour le système non linéaire.
- Si l'un de ces exposants de Liapounov est positif et si le système linéaire est régulier, alors le point d'équilibre est instable pour le système non linéaire. Dans ce cas, le comportement du système est extrêmement « sensible aux conditions initiales », dans le sens où une incertitude sur celles-ci entraîne une incertitude sur le mouvement qui grandit de manière exponentielle au cours du temps. Ce phénomène est parfois assimilé, à tort (du moins en général), à un comportement chaotique ; il en est néanmoins une condition nécessaire.

L'inverse du plus grand exposant de Liapounov est un temps caractéristique du système, appelé parfois horizon de Liapounov. Le caractère prédictible de l'évolution du système ne subsiste que pour les durées très inférieures à cet horizon, pendant lesquelles l'erreur sur le point courant de la trajectoire garde une taille comparable à l'erreur sur les conditions initiales. En revanche, pour les temps supérieurs, toute prédiction devient pratiquement impossible, même si le théorème de Cauchy-Lipschitz, qui suppose la connaissance parfaite des conditions initiales, reste valide.

## Introduction: exposants de Liapounov des systèmes aux différences
Avant d'entrer dans les détails, historiques ou mathématiques, envisageons des systèmes aux différences simples pour comprendre à quelles fins on peut utiliser les exposants de Liapounov. Considérons donc un système aux différences, dont l'état est une suite définie par une relation de récurrence {\displaystyle u_{n}=f(u_{n-1})}.

### Problème
Les suites définies par une relation de récurrence ont, dans les cas les plus simples, un comportement qui se réduit pour l'essentiel, en fonction d'un paramètre, à la stabilité (convergence exponentielle) ou l'instabilité (divergence exponentielle).
D'autres suites sont bornées, ce qui interdit la divergence, remplacée alors par des phénomènes plus compliqués, cycles limites et chaos.

### Exposant de Liapounov
On peut calculer l'erreur à un pas donné n en fonction de l'erreur au pas précédent supposée petite :
{\displaystyle \varepsilon _{n}=f(u_{n-1}+\varepsilon _{n-1})-f(u_{n-1})}.
Lorsque les deux erreurs consécutives tendent vers 0, leur rapport qui mesure l'amplification instantanée de l'erreur tend donc vers la pente {\displaystyle f'(u_{n-1})} .
Cette amplification varie généralement d'un pas au suivant, ce qui conduit à calculer le produit des rapports d'erreurs consécutives :
{\displaystyle \left|{\frac {\varepsilon _{n}}{\varepsilon _{0}}}\right|=\prod _{i=1}^{n}\left|{\frac {\varepsilon _{i}}{\varepsilon _{i-1}}}\right|=\prod _{i=1}^{n}|f'(u_{i-1})|}.
En écrivant {\displaystyle \varepsilon _{n}=e^{\lambda n}\varepsilon _{0}} et en passant à la limite on obtient l'exposant de Liapounov qui représente le logarithme moyen de l'accroissement :
{\displaystyle \lambda =\lim _{n\to \infty }{\frac {1}{n}}\sum _{i=1}^{n}\ln(|f'(u_{i-1})|)}.
On peut aussi écrire de manière équivalente, en introduisant {\displaystyle f^{(N)}} la {\displaystyle N} ième itération de {\displaystyle f} :
{\displaystyle \lambda (x_{0})=\lim _{N\to \infty }{\frac {1}{N}}\ln \left(\left|{\frac {\mathrm {d} f^{(N)}(x)}{\mathrm {d} x}}\right|_{x_{0}}\right)}.

### Suites simples
Dans le cas de la suite géométrique {\displaystyle u_{n}=au_{n-1}}, la pente est constante et égale à {\displaystyle a}, ce qui dispense de calculer la moyenne.
Cette suite est stable lorsque {\displaystyle |a|<1}, instable lorsque {\displaystyle |a|>1}. Ces comportements sont analogues à celui d'un oscillateur harmonique qui deviendrait instable si un amortissement négatif lui fournissait de l'énergie. Ils se traduisent par un exposant de Liapounov négatif ou positif (de signe opposé à celui du coefficient d'amortissement) .
Lorsque le paramètre vaut 1, le système est encore stable (il est stationnaire) tandis que lorsque ce paramètre vaut -1, on observe des oscillations entretenues analogues à celles d'un système conservatif. C'est un exemple simplifié de cycle limite. On peut parler de système superstable associé à un exposant de Liapounov qui tend vers moins l'infini.

### Suites bornées
La suite logistique fournit l'exemple le plus simple de suite bornée :
{\displaystyle x_{n+1}=\mu x_{n}(1-x_{n}),~x_{0}\in [0;1].}
La restriction μ < 4 contraint les termes de la suite à rester dans l'intervalle [0,1]. 
Pour des valeurs du paramètre μ allant jusqu'à 3 inclus, on trouve en 0 et ½ des points superstables entre lesquels existent des points possédant une stabilité asymptotique d'autant plus forte que l'exposant est plus négatif. Ensuite on observe une succession de bifurcations faisant apparaître des ensembles de cycles limites de plus en plus compliqués qui correspondent néanmoins à une stabilité plus ou moins forte, marquée par un exposant négatif.
Lorsque cet exposant devient positif, apparaît une tentative de divergence contrainte par les limites de l'intervalle. Cela se traduit par un phénomène chaotique dans lequel l'évolution, tout en restant bornée, est sensible aux conditions initiales.

## Introduction historique
La problématique de la stabilité des systèmes dynamiques a été envisagée par divers auteurs de manière indépendante : notamment Nikolaï Joukovski en 1882, Henri Poincaré entre 1882 et 1886, et Alexandre Liapounov en 1892, dans sa thèse de doctorat intitulée Le problème général de la stabilité du mouvement (d'abord parue en russe, puis traduite en français en 1908 et en anglais beaucoup plus tard, en 1992). À cette occasion, Liapounov a introduit non seulement les fonctions de Liapounov, justement célèbres, mais aussi (et c'est le sujet de cet article) le « nombre caractéristique » d'une solution d'une équation différentielle. Oskar Perron, en 1929, a préféré raisonner sur la quantité de signe opposé, et c'est elle qu'on appelle aujourd'hui « exposant de Liapounov » (ou parfois « exposant caractéristique », ou encore « nombre d'ordre »). 
Considérons par exemple la fonction {\displaystyle f(t)=ce^{at}}, où c et a sont des nombres complexes, c étant non nul. Pour calculer son exposant de Liapounov {\displaystyle \chi (f)}, on détermine le logarithme de sa valeur absolue, soit {\displaystyle \ln(c)+\Re (a)t}, on le divise par t, ce qui donne {\displaystyle \ln(c)/t+\Re (a)} ; on fait alors tendre t vers l'infini, et on obtient {\displaystyle \chi (f)=\Re (a)}. Si donc {\displaystyle \chi (f)<0}, {\displaystyle f(t)} tend vers 0, d'autant plus rapidement que {\displaystyle |\chi (f)|} est grand, si {\displaystyle \chi (f)=0}, la fonction f ne tend pas vers 0 mais reste bornée, si {\displaystyle \chi (f)>0}, {\displaystyle |f(t)|} « diverge », d'autant plus rapidement que {\displaystyle \chi (f)} est grand. 
L'objet de Liapounov, en introduisant ses nombres caractéristiques, était d'étudier la stabilité du point d'équilibre 0 pour l'équation différentielle 
(NL) : {\displaystyle {\frac {dx}{dt}}=A(t)x+g(x,t)}
où {\displaystyle A(t)} est une matrice dépendant continûment du temps t et g est une « petite perturbation » du système linéaire 
(L) : {\displaystyle {\frac {dx}{dt}}=A(t)x}
au voisinage de {\displaystyle x=0}, supposé être un point d'équilibre. Cette démarche est la « première méthode de Liapounov ». 
Précisons les hypothèses : g est une fonction continue telle que {\displaystyle g(0,t)=0,\forall t} ; on suppose qu'il existe des constantes {\displaystyle c>0} et {\displaystyle \nu >1} telles que {\displaystyle \left\Vert g\left(x,t\right)\right\Vert \leq c\left\Vert x\right\Vert ^{\nu }} dans un voisinage de {\displaystyle x=0}, de sorte que (L) est l'approximation au premier ordre de (NL) dans ce voisinage. Supposons que les exposants de Liapounov des solutions non nulles du système (L) soient tous {\displaystyle <0}. Cela implique que toutes ces solutions tendent exponentiellement vers 0, et donc que 0 est un point d'équilibre asymptotiquement stable pour (L). Qu'en est-il alors pour (NL) ?
Liapounov a montré le résultat suivant :
Théorème de Liapounov — Les exposants de Liapounov des solutions non identiquement nulles du système (L) sont finis. Si ce système est « régulier » (voir infra) et si tous ces exposants sont {\displaystyle <0} (resp. si l'un au moins de ces exposants est {\displaystyle >0}), alors le point d'équilibre 0 est asymptotiquement stable (resp. est instable) pour le système (NL).
Par ailleurs, si 0 est exponentiellement stable pour (L), alors il l'est aussi pour (NL). L'hypothèse de « régularité » qu'évoquait Liapounov n'était-elle donc pas redondante ? Par un contre-exemple, Perron a montré en 1930 qu'il n'en était rien. De manière précise, son contre-exemple montre les faits suivants :
- Il se peut que les solutions non nulles de (L) aient toutes un exposant de Liapounov {\displaystyle <0} et que le point d'équilibre 0 soit néanmoins instable[8] pour (NL).
- Il se peut qu'il existe une solution de (L) ayant un exposant de Liapounov {\displaystyle >0} tandis que 0 est un point d'équilibre asymptotiquement stable pour (NL).

Le phénomène mis en évidence par Perron (parfois appelé depuis « effet Perron ») a beaucoup impressionné ses contemporains experts en théorie des systèmes non linéaires ; il s'explique par le fait que le système qu'il a considéré est « non régulier ». Pour un tel système, les solutions peuvent toutes converger exponentiellement vers 0 sans que 0 soit un point d'équilibre exponentiellement stable. Perron a clarifié la notion de système régulier ; Nicolai Chetaev a énoncé en 1948 un critère d'instabilité de 0 pour (NL) à partir des exposants de Liapounov des solutions de (L). Ioėlʹ Gilʹevich Malkin en 1952, et Nikolai N. Krasovskii en 1959, ont simplifié les démonstrations de Liapounov, de Perron et de Chetaev ; ils ont en outre rectifié les démonstrations de ce dernier. L'ensemble de ces travaux a été synthétisé par Wolfgang Hahn en 1967 dans son livre, considéré depuis comme faisant autorité.
Les fonctions de Liapounov n'ont cessé d'être utilisées jusqu'aujourd'hui en automatique, avec succès, pour la commande des systèmes non linéaires ; ce n'est pas le lieu ici de détailler ce point. Les exposants de Liapounov, quant à eux, ont reçu un renouveau d'intérêt dans les années 1960 quand est née la théorie du chaos, grâce notamment aux travaux d'Edward Lorenz. Ce dernier a défini le chaos comme étant lié d'une part à la sensibilité des solutions aux conditions initiales (phénomène déjà observé et théorisé en 1889 par Henri Poincaré dans son mémoire sur le problème des trois corps), d'autre part à l'existence d'un attracteur global borné ; l'attracteur de Lorenz est de cette nature. Considérons le système linéaire (L), et pour simplifier supposons la matrice A constante. Si celle-ci a une valeur propre ayant une partie réelle {\displaystyle >0}, ce système est instable (i.e. son unique point d'équilibre {\displaystyle x=0} est instable), néanmoins il ne peut pas être chaotique, puisque dans ce cas {\displaystyle \lim \limits _{t\rightarrow +\infty }\left\Vert x\left(t\right)\right\Vert =+\infty }. Ce type d'observation a amené récemment différents experts, notamment Gennady A. Leonov, à mettre en garde contre les conclusions abusives qu'on peut tirer des exposants de Liapounov. Les spécialistes en théorie du chaos J. Mathiesen et P. Cvitanovi´c ont écrit tout récemment, dans le Chaosbook : 
«  We are doubtful of the utility of Lyapunov exponents as means of predicting any
observables of physical significance, but that is the minority position. »
La possibilité de déterminer les exposants de Liapounov est liée au théorème d'Osedelets (en) (voir infra), résultat de mathématiques profond et difficile d'ergodicité démontré en 1965. Tout ce que l'on peut dire ici, c'est que les vicissitudes des exposants de Liapounov au cours de leur histoire depuis un peu plus d'un siècle semblent montrer que ceux-ci doivent être utilisés à bon escient, pour déterminer la sensibilité des mouvements aux conditions initiales, et qu'il est dangereux de vouloir aller au-delà.

## Définition et propriétés élémentaires

### Définition et exemples
Soit E un espace vectoriel de dimension finie sur le corps des réels ou des complexes et {\displaystyle {\mathcal {F}}_{E}} l'espace vectoriel des fonctions de la variable réelle (resp. des suites), à valeurs dans E et définies sur un intervalle {\displaystyle {\mathcal {I}}} de {\displaystyle \mathbb {R} } (resp. {\displaystyle \mathbb {Z} }) de la forme {\displaystyle \left[t_{0},+\infty \right[}, {\displaystyle t_{0}>0}. Dans ce qui suit, il sera commode de noter une suite comme une fonction.
Définition — L'exposant de Liapounov de {\displaystyle f\in {\mathcal {F}}_{E}} est, si f ne s'annule pas sur {\displaystyle {\mathcal {I}}},
{\displaystyle \chi \left(f\right)={\underset {t\rightarrow +\infty ,t\in {\mathcal {I}}}{\lim .\sup }}{\frac {\ln \left\Vert f\left(t\right)\right\Vert }{t}}}, et {\displaystyle \chi \left(0\right)=-\infty }.
Si la quantité du membre de droite est une limite (au lieu d'être une limite supérieure), on dit que f admet pour exposant de Liapounov exact {\displaystyle \chi \left(f\right)}.
Cette définition dépend a priori de la norme {\displaystyle \left\Vert .\right\Vert } choisie dans E. Mais il est immédiat que deux normes équivalentes définissent le même exposant de Liapounov ; or toutes les normes sont équivalentes sur un espace de dimension finie, et la définition est donc intrinsèque.

#### Exemple
Soit la suite {\displaystyle f(t)=ca^{t}}, où c et a sont des nombres complexes non nuls. On a {\displaystyle \chi (f)=\ln |a|}, d'où les mêmes conclusions que ci-dessus à propos de la fonction {\displaystyle f(t)=ce^{at}}.
Cet exemple, pour simple qu'il soit, est comme le précédent très caractéristique de la notion d'exposant de Liapounov.

### Propriétés élémentaires
L'addition et la multiplication sur la droite achevée {\displaystyle {\overline {\mathbb {R} }}} est définie comme d'habitude ; les quantités {\displaystyle -\infty +\infty } et {\displaystyle 0.\pm \infty } ne sont pas définies. On pose {\displaystyle \ln(0)=-\infty } et {\displaystyle \ln(+\infty )=+\infty }. Dans ce qui suit, E désigne un espace vectoriel de dimension finie. Les propriétés qui suivent sont des conséquences directes de la définition, ; elles ont pour la plupart été démontrées par Liapounov :
(1) Une constante admet pour exposant de Liapounov strict la valeur 0. Plus généralement, si {\displaystyle f\in {\mathcal {F}}_{E}} est telle qu'il existe deux constantes {\displaystyle a,b>0} pour lesquelles {\displaystyle a\leq \left\Vert f(t)\right\Vert \leq b,\forall t\in {\mathcal {I}}}, alors {\displaystyle \chi (f)=0}.
(2) Soit {\displaystyle f_{i}\in {\mathcal {F}}_{E}} et {\displaystyle c_{i}\in \mathbb {C} \backslash \left\{0\right\}} ({\displaystyle i=1,...,n}). Alors
{\displaystyle \chi \left(\sum \nolimits _{i=1}^{n}c_{i}f_{i}\right)\leq \sup _{1\leq i\leq n}\left\{\chi \left(f_{i}\right)\right\}}
avec égalité si {\displaystyle \chi \left(f_{i}\right)>\chi \left(f_{j}\right)(j\neq i)}.
(3) Soit {\displaystyle E_{i}} ({\displaystyle i=1,...,n}) des espaces de dimension finie, {\displaystyle u:\prod \nolimits _{1\leq i\leq n}E_{i}\rightarrow E} une application multilinéaire, et {\displaystyle f_{i}\in {\mathcal {F}}_{E_{i}}} ({\displaystyle i=1,...,n}). Alors
{\displaystyle \chi \left(u\left(f_{1},...,f_{n}\right)\right)\leq \sum \nolimits _{i=1}^{n}\chi \left(f_{i}\right)}.
(4) Soit {\displaystyle f\in {\mathcal {F}}_{E}} et {\displaystyle a\in {\mathcal {F}}_{\mathbb {C} }} où a admet un exposant de Liapounov strict. Alors
{\displaystyle \chi \left(af\right)=\chi \left(a\right)+\chi \left(f\right)}.
(5) Soit {\displaystyle f_{i}\in {\mathcal {F}}_{\mathbb {R} }} ({\displaystyle i=1,...,n}) des suites ou des fonctions à valeurs positives. Alors
{\displaystyle \chi \left(\sum \nolimits _{i=1}^{n}f_{i}\right)\geq \inf _{1\leq i\leq n}\chi \left(f_{i}\right)}.
(6) Si {\displaystyle f\in {\mathcal {F}}_{\mathbb {C} }} est une suite qui ne s'annule pas et est telle que {\displaystyle {\underset {t\rightarrow +\infty }{\lim .\sup }}\left\vert f\left(t\right)\right\vert =l\in {\overline {\mathbb {R} }}}, alors
{\displaystyle \chi \left(t\mapsto \prod \limits _{\tau =t_{0}}^{t}f\left(\tau \right)\right)\leq \ln(l)}
avec égalité si la limite supérieure est une limite.
(7) Si {\displaystyle f\in {\mathcal {F}}_{E}} est une fonction continue (ou plus généralement mesurable au sens de la mesure de Lebesgue), alors 
{\displaystyle \chi \left(t\mapsto \int f\left(t\right)dt\right)\leq \chi \left(f\right)}
avec égalité si {\displaystyle E=\mathbb {R} }, et f ne prend que des valeurs positives et admet un exposant de Liapounov strict.
(8) Si {\displaystyle f_{i}\in {\mathcal {F}}_{E}(i=1,...,n)} et {\displaystyle \chi (f_{1})>\chi (f_{2})>...>\chi (f_{n})}, alors les fonctions {\displaystyle f_{1},...,f_{n}} sont linéairement indépendantes.
(9) Si {\displaystyle f\in {\mathcal {F}}_{\mathbb {C} }} ne s'annule pas, alors {\displaystyle \chi (f)+\chi (1/f)\geq 0} ; si de plus {\displaystyle f(t)=e^{th(t)}}, il y a égalité si et seulement si {\displaystyle \lim \limits _{t\rightarrow +\infty }h(t)} existe et est finie.

## Exposants de Liapounov dessystèmes dynamiques

### Définition
Considérons un système dynamique différentiable, défini par l'équation différentielle :
{\displaystyle {\dot {x}}=f(x,t)}
où t est le temps, {\displaystyle {\dot {x}}=dx/dt}, et f vérifie les conditions habituelles pour que le théorème de Cauchy-Lipschitz s'applique ; cette fonction, à valeurs dans {\displaystyle \mathbb {R} ^{n}}, est supposée de plus continûment différentiable par rapport à x. Pour une condition initiale donnée {\displaystyle x(t_{0})=x_{0}}, il existe donc une solution unique {\displaystyle x(t)=\varphi (x_{0},t)=g^{t}(x_{0})}, qu'on supposera définie sur {\displaystyle [t_{0},+\infty [}. L'application {\displaystyle g:t\mapsto g^{t}:x_{0}\mapsto g^{t}x_{0}} est le flot défini par le champ de vecteur f. On a {\displaystyle g^{t+s}=g^{s}g^{t}\left(t\geq t_{0},s\geq 0\right)}, ce qui fait de la famille {\displaystyle \left(g^{t}\right)_{t\geq t_{0}}} un semi-groupe de difféomorphismes. 
Soit donc une solution (également appelé mouvement) {\displaystyle x(t)=g^{t}x_{0}=\varphi (x_{0},t)}. Supposons qu'on fasse varier la condition initiale {\displaystyle x_{0}} d'une quantité {\displaystyle \varepsilon \delta x_{0}} où {\displaystyle \varepsilon >0}. Pour {\displaystyle \varepsilon \rightarrow 0}, il en résulte une variation du mouvement {\displaystyle \varepsilon \delta x\left(x_{0},t\right)}, en négligeant les termes du second ordre, où
{\displaystyle \delta x\left(x_{0},t\right)=J^{t}\left(x_{0}\right)\delta x_{0}}, avec {\displaystyle J^{t}\left(x_{0}\right)={\frac {\partial \varphi }{\partial x_{0}}}\left(x_{0},t\right)}.
Par conséquent,
{\displaystyle \sup \limits _{\left\Vert \delta x_{0}\right\Vert =1}\left\Vert \delta x\left(x_{0},t\right)\right\Vert ={\overline {\sigma }}\left(J^{t}\left(x_{0}\right)\right)}
où {\displaystyle {\overline {\sigma }}(.)} désigne la plus grande valeur singulière de la matrice entre parenthèses. Plus généralement,
Définition —  Soit {\displaystyle \sigma _{i}(t,x_{0})(i=1,...,n)} les valeurs singulières de {\displaystyle J^{t}\left(x_{0}\right)} (autrement dit, les racines carrées des valeurs propres de {\displaystyle J^{t}\left(x_{0}\right)^{T}J^{t}\left(x_{0}\right)}). Les exposants de Liapounov du système dynamique sont les {\displaystyle \chi (\sigma _{i}(.,x_{0}))(i=1,...,n)}.

### Calcul des exposants de Liapounov d'un système
La définition qui précède ne permet pas de calculer directement les exposants de Liapounov d'un système. On a
{\displaystyle {\frac {\partial ^{2}\varphi }{\partial x_{0}\partial t}}(x_{0},t)={\frac {\partial }{\partial x_{0}}}\left(f(\varphi \left(x_{0},t),t\right)\right)={\frac {\partial f}{\partial x}}\left(\varphi \left(x_{0},t\right),t\right){\frac {\partial \varphi }{\partial x_{0}}}\left(x_{0},t\right)}
par conséquent on obtient
{\displaystyle {\frac {d}{dt}}J^{t}\left(x_{0}\right)=A(x_{0},t)J^{t}\left(x_{0}\right)} avec {\displaystyle A(x_{0},t)={\frac {\partial f}{\partial x}}\left(\varphi \left(x_{0},t\right),t\right)}.
De plus, on a évidemment {\displaystyle J^{t_{0}}(x_{0})=I_{n}}.
Ce calcul et le théorème d'Oseledec, permettent d'énoncer le
Théorème — (i) La famille {\displaystyle \left(J^{t}\right)_{t\geq t_{0}}} est un semi-groupe et la fonction {\displaystyle \Phi _{x_{0}}:t\mapsto J^{t}\left(x_{0}\right)} est l'unique solution de l'« équation aux variations » linéaire
(EV) : {\displaystyle {\frac {d\Phi _{x_{0}}}{dt}}=A(x_{0},t)\Phi _{x_{0}}}
vérifiant la condition initiale {\displaystyle \Phi _{x_{0}}=I_{n}}.
(ii) Les exposants de Liapounov {\displaystyle \chi (\sigma _{i}(.,x_{0}))} sont exacts « presque sûrement » (au sens d'une mesure de probabilité ergodique pour le flot {\displaystyle g^{t}}), la limite
{\displaystyle \Lambda \left(x_{0}\right)=\lim \limits _{t\rightarrow +\infty }\left(J^{t}\left(x_{0}\right)^{T}J^{t}\left(x_{0}\right)\right)^{1/(2t)}}
existe presque sûrement (au sens de la même mesure de probabilité), et les {\displaystyle \chi (\sigma _{i}(.,x_{0}))} sont les logarithmes des valeurs propres de {\displaystyle \Lambda \left(x_{0}\right)}.
En simulation, on peut déterminer {\displaystyle J^{t}\left(x_{0}\right)} en intégrant l'équation linéaire (EV) avec la condition initiale indiquée, puis en déduire les exposants de Liapounov {\displaystyle \chi (\sigma _{i}(.,x_{0}))(i=1,...,n)}. Il existe également des méthodes ad hoc pour calculer les exposants de Liapounov de manière approchée à partir de données expérimentales.

### Systèmes linéaires réguliers
Le théorème de Liapounov, énoncé plus haut, fait appel à la notion de système régulier. Cette notion a été introduite par Liapounov. Considérons l'équation (L) et son équation adjointe
(AD) : {\displaystyle {\frac {dy}{dt}}=-A(t)y.}
L'équation (L) a, on l'a vu, des exposants de Liapounov finis {\displaystyle \lambda _{1}\leq \lambda _{2}\leq ...\leq \lambda _{n}} ; de même, l'équation (AD) a des exposants de Liapounov finis {\displaystyle \mu _{1}\geq \mu _{2}\geq ...\geq \mu _{n}}.
Définition — Le système (L) est régulier si {\displaystyle \lambda _{i}+\mu _{i}=0(i=1,...,n)}.
Cette définition est assez malcommode à vérifier, et on peut utiliser plutôt la méthode due à Perron, que nous allons exposer maintenant.
Supposons qu'on fasse dans (L) le changement de variable {\displaystyle x=P(t)z} où {\displaystyle P:[t_{0},+\infty [\rightarrow \mathbb {R} ^{n\times n}} est une fonction continûment dérivable et {\displaystyle P(t)} est inversible pour tout t ; on obtient ainsi une nouvelle équation (T). Ce faisant, on ne change pas la nature du système (L) (i.e. si 0 est stable, resp. asymptotiquement stable, etc., pour (L), alors il l'est aussi pour (T)) si P est une transformation de Liapounov dans le sens suivant :
Définition —  P est une transformation de Liapounov si les{\displaystyle } fonctions {\displaystyle t\mapsto \left\Vert P(t)\right\Vert }, {\displaystyle t\mapsto \left\Vert {\dot {P}}(t)\right\Vert } et {\displaystyle t\mapsto \left\Vert P^{-1}(t)\right\Vert } sont bornées.
Perron a établi que, si {\displaystyle A:t\mapsto A(t)} est bornée, on peut toujours déterminer une transformation de Liapounov pour laquelle (T) soit de la forme
(T) : {\displaystyle {\frac {dz}{dt}}=B(t)z}
où {\displaystyle B(t)} est triangulaire supérieure. Soit {\displaystyle b_{ii}(t)} ses termes diagonaux. On a alors le
Théorème (Perron, 1922) —  Le système (T) est régulier si, et seulement si la limite
{\displaystyle \lim \limits _{t\rightarrow +\infty }{\frac {1}{t-t_{0}}}\int _{t_{0}}^{t}b_{ii}\left(\tau \right)d\tau }
existe pour {\displaystyle i=1,...,n.}
Ce résultat et le théorème de Floquet montrent que tout système linéaire à coefficients périodiques (et en particulier tout système linéaire à coefficients constants) est régulier.